# Kryry

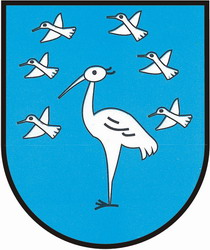
Nieoficjalny herb wsi Kryry

Kryry (niem. Krier) – wieś w Polsce położona w województwie śląskim, w powiecie pszczyńskim, w gminie Suszec.
W 2010 Kryry liczyły 1382 mieszkańców. We wsi znajduje się kościół parafialny (1843), funkcjonuje tu szkoła podstawowa.

## Historia
Pierwsza wzmianka o miejscowości pochodzi z 1380 r. Wieś została założona w I poł. XIV w. w okresie kolonizacji ziemi pszczyńskiej. Wtedy też powstały 23 gospodarstwa oraz folwark założyciela wsi (zasadźcy) - wolnego sołtysa i należąca do niego karczma. Przez wieś prowadziło odgałęzienie traktu Kraków – Pszczyna – Racibórz – Wrocław. Do dzisiaj istnieje  fragment o długości trzech kilometrów tego traktu.
W dokumencie sprzedaży dóbr pszczyńskich wystawionym przez Kazimierza II cieszyńskiego w języku czeskim we Frysztacie w dniu 21 lutego 1517 roku wieś została wymieniona jako Kryry.
W połowie XIX w. książę pszczyński zbudował we wsi wzorcowy folwark.
W latach 1975–1998 miejscowość administracyjnie należała do województwa katowickiego.

## Galeria

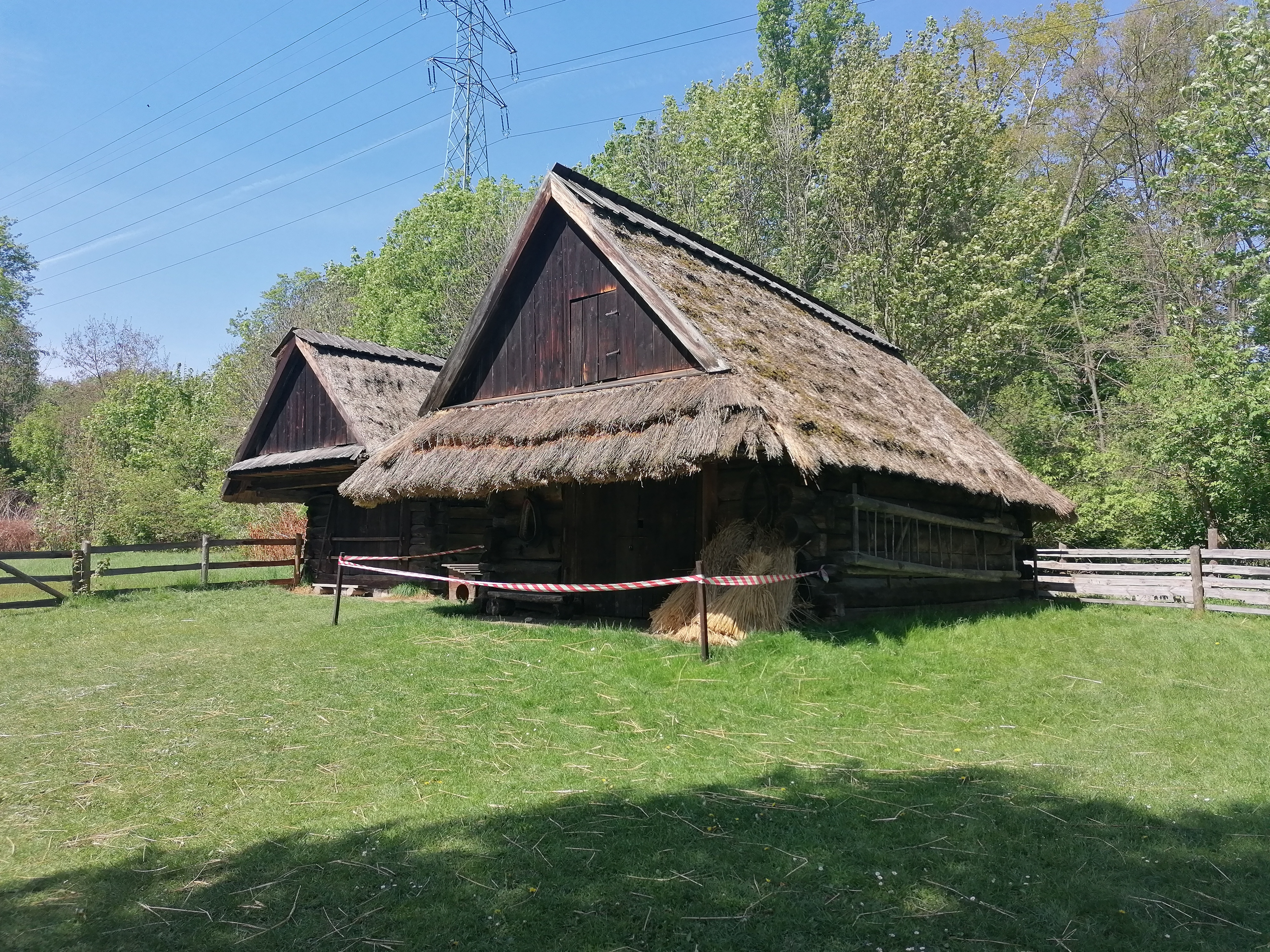
Szopa na wozy z Kryr (ok. poł. XIX w.), Górnośląski Park Etnograficzny
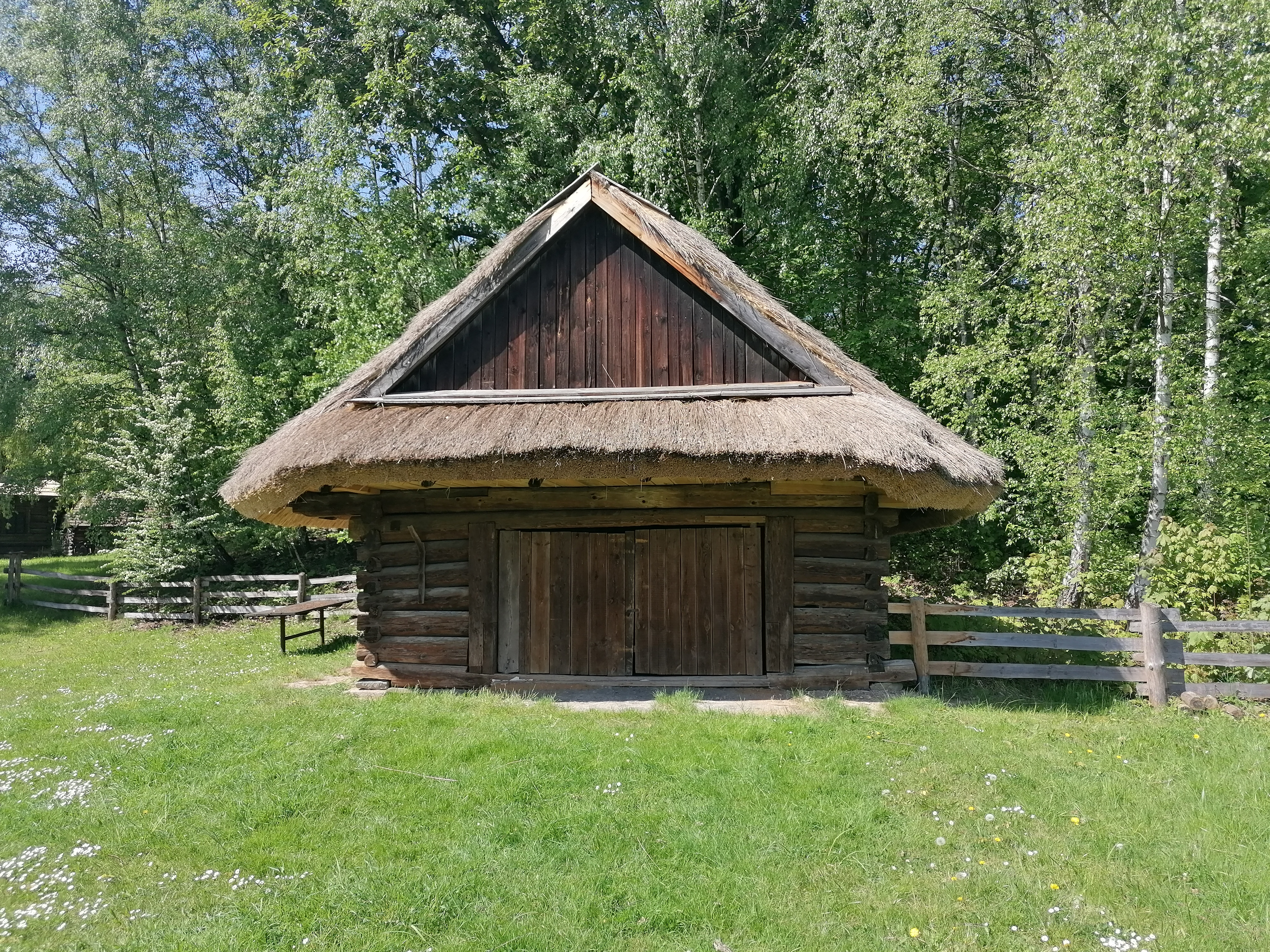
Szopa na narzędzia rolnicze z Kryr (ok. poł. XIX w.), Górnośląski Park Etnograficzny